# 第一代圣文森特伯爵约翰·杰维斯

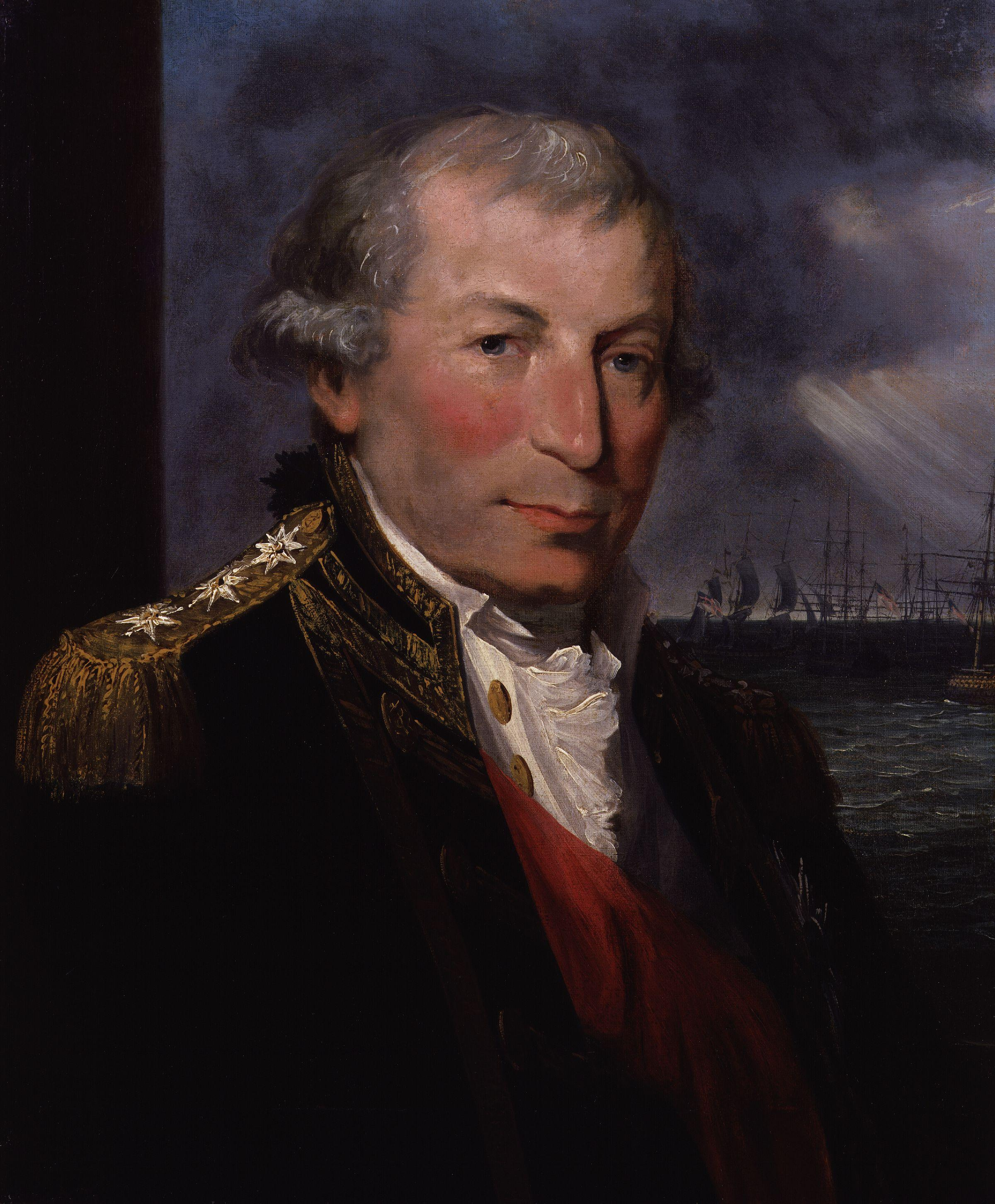
第一代圣文森特伯爵约翰·杰维斯

第一代圣文森特伯爵约翰·杰维斯GCB、PC（John Jervis, 1st Earl of St Vincent，1735年1月9日—1823年3月14日），出生于斯塔福德郡，是一名英国皇家海军元帅和英国国会议员。